# Mordovian Ornament de 2015
O Mordovian Ornament de 2015 foi a primeira edição do Mordovian Ornament, um evento anual de patinação artística no gelo organizado pela Federação da Rússia de Patinação Artística (em russo:  Федерация фигурного катания на коньках России), e que fez parte do Challenger Series de 2015–16. A competição foi disputada entre os dias 15 de outubro e 18 de outubro, na cidade de Saransk, Rússia.

## Eventos
- Individual masculino
- Individual feminino
- Duplas
- Dança no gelo

## Medalhistas
| Evento                        | Ouro                                       | Prata                                        | Bronze                                       |
| Individual masculino detalhes | Maxim Kovtun · Rússia                      | Daniel Samohin · Israel                      | Moris Kvitelashvili · Rússia                 |
| Individual feminino detalhes  | Anna Pogorilaya · Rússia                   | Adelina Sotnikova · Rússia                   | Maria Artemieva · Rússia                     |
| Duplas detalhes               | Yuko Kavaguti · Alexander Smirnov · Rússia | Natalja Zabijako · Alexander Enbert · Rússia | Goda Butkute · Nikita Ermolaev · Lituânia    |
| Dança no gelo detalhes        | Elena Ilinykh · Ruslan Zhiganshin · Rússia | Isabella Tobias · Ilia Tkachenko · Israel    | Natalia Kaliszek · Maksim Spodirev · Polônia |

## Resultados

### Individual masculino
| Pos.              | Nome                | Nacionalidade | Pontos | PC        | PL         |
| ----------------- | ------------------- | ------------- | ------ | --------- | ---------- |
| Medalha de ouro   | Maxim Kovtun        | Rússia        | 236.38 | 73.14 (4) | 163.24 (1) |
| Medalha de prata  | Daniel Samohin      | Israel        | 235.14 | 79.66 (1) | 155.48 (2) |
| Medalha de bronze | Moris Kvitelashvili | Rússia        | 230.24 | 75.79 (3) | 154.45 (3) |
| 4                 | Alexander Samarin   | Rússia        | 222.45 | 78.70 (2) | 143.75 (4) |
| 5                 | Deniss Vasiļjevs    | Letônia       | 205.13 | 72.72 (5) | 132.41 (5) |
| 6                 | Pavel Ignatenko     | Bielorrússia  | 185.80 | 60.03 (6) | 125.77 (6) |
| 7                 | Slavik Hayrapetyan  | Armênia       | 164.03 | 49.44 (7) | 114.59 (7) |
| 8                 | Artur Panikhin      | Cazaquistão   | 119.83 | 41.76 (8) | 78.07 (8)  |
| WD                | Marcus Björk        | Suécia        | —      | 39.59 (9) | — (WD)     |

### Individual feminino
| Pos.              | Nome                 | Nacionalidade | Pontos | PC        | PL         |
| ----------------- | -------------------- | ------------- | ------ | --------- | ---------- |
| Medalha de ouro   | Anna Pogorilaya      | Rússia        | 214.07 | 72.26 (2) | 141.81 (1) |
| Medalha de prata  | Adelina Sotnikova    | Rússia        | 203.89 | 75.57 (1) | 128.32 (2) |
| Medalha de bronze | Maria Artemieva      | Rússia        | 173.87 | 57.81 (3) | 116.06 (3) |
| 4                 | Anastasia Galustyan  | Armênia       | 151.84 | 50.23 (4) | 101.61 (4) |
| 5                 | Aleksandra Golovkina | Lituânia      | 144.76 | 48.95 (5) | 95.81 (5)  |
| 6                 | Daša Grm             | Eslovênia     | 128.27 | 45.01 (7) | 83.26 (6)  |
| 7                 | Katarina Kulgeyko    | Israel        | 117.52 | 45.02 (6) | 72.50 (8)  |
| 8                 | Aiza Mambekova       | Cazaquistão   | 108.75 | 33.93 (9) | 74.82 (7)  |
| 9                 | Fruzsina Medgyesi    | Hungria       | 106.89 | 44.36 (8) | 62.53 (9)  |

### Duplas
| Pos.              | Nome                                         | Nacionalidade | Pontos | DC        | DL         |
| ----------------- | -------------------------------------------- | ------------- | ------ | --------- | ---------- |
| Medalha de ouro   | Yuko Kavaguti / Alexander Smirnov            | Rússia        | 214.05 | 76.02 (1) | 138.03 (1) |
| Medalha de prata  | Natalja Zabijako / Alexander Enbert          | Rússia        | 196.22 | 67.64 (2) | 128.58 (2) |
| Medalha de bronze | Goda Butkute / Nikita Ermolaev               | Lituânia      | 141.80 | 40.26 (6) | 101.54 (3) |
| 4                 | Arina Cherniavskaia / Antonio Souza-Kordeyru | Rússia        | 141.54 | 48.58 (4) | 92.96 (4)  |
| 5                 | Tatiana Danilova / Mikalai Kamianchuk        | Bielorrússia  | 141.24 | 49.52 (3) | 91.72 (5)  |
| 6                 | Maria Paliakova / Nikita Bochkov             | Bielorrússia  | 128.50 | 39.92 (7) | 88.58 (6)  |
| 7                 | Adel Tankova / Evgeni Krasnopolski           | Israel        | 119.00 | 40.54 (5) | 78.46 (7)  |

### Dança no gelo
| Pos.              | Nome                                      | Nacionalidade | Pontos | DC         | DL         |
| ----------------- | ----------------------------------------- | ------------- | ------ | ---------- | ---------- |
| Medalha de ouro   | Elena Ilinykh / Ruslan Zhiganshin         | Rússia        | 176.70 | 70.12 (1)  | 106.58 (1) |
| Medalha de prata  | Isabella Tobias / Ilia Tkachenko          | Israel        | 160.98 | 65.28 (2)  | 95.70 (2)  |
| Medalha de bronze | Natalia Kaliszek / Maksim Spodirev        | Polônia       | 150.60 | 59.44 (3)  | 91.16 (3)  |
| 4                 | Alisa Agafonova / Alper Uçar              | Turquia       | 145.34 | 56.76 (5)  | 88.58 (4)  |
| 5                 | Viktoria Kavaliova / Yurii Bieliaiev      | Bielorrússia  | 142.86 | 57.48 (4)  | 85.38 (6)  |
| 6                 | Rebeka Kim / Kirill Minov                 | Coreia do Sul | 137.28 | 51.26 (7)  | 86.02 (5)  |
| 7                 | Ludmila Sosnitskaia / Pavel Golovishnikov | Rússia        | 134.18 | 53.16 (6)  | 81.02 (7)  |
| 8                 | Katharina Müller / Tim Dieck              | Alemanha      | 119.10 | 46.86 (8)  | 72.24 (8)  |
| 9                 | Anastasia Khromova / Daryn Zhunussov      | Cazaquistão   | 114.20 | 45.92 (9)  | 68.28 (9)  |
| 10                | Kimberly Berkovich / Ronald Zilberberg    | Israel        | 106.02 | 42.06 (10) | 63.96 (10) |
| 11                | Olga Jakushina / Andrey Nevskiy           | Letônia       | 104.40 | 41.38 (11) | 63.02 (11) |
| 12                | Aurelia Ippolito / Bennet Preiss          | Alemanha      | 90.42  | 32.36 (12) | 58.06 (12) |
| WD                | Ekaterina Bobrova / Dmitri Soloviev       | Rússia        | —      | — (WD)     |            |

## Quadro de medalhas
| Ordem | País     | Medalha de ouro | Medalha de prata | Medalha de bronze |    | Ordem por total |
| ----- | -------- | --------------- | ---------------- | ----------------- | -- | --------------- |
| 1     | Rússia   | 4               | 2                | 2                 | 8  | 1               |
| 2     | Israel   |                 | 2                |                   | 2  | 2               |
| 3     | Lituânia |                 |                  | 1                 | 1  | 3               |
| 3     | Polônia  |                 |                  | 1                 | 1  | 3               |
| TOTAL | TOTAL    | 4               | 4                | 4                 | 12 | —               |